# 艾因斯特丁群島
艾因斯特丁群島（英語：Einstøding Islands）是南極洲的群島，位於麥克羅伯特森地，處於斯坦頓島群以北4公里，由3座島嶼組成，根據挪威探險隊拍攝的空中照片繪入地圖，現時由南極條約體系管理。